# Stanisław Bóbr-Tylingo

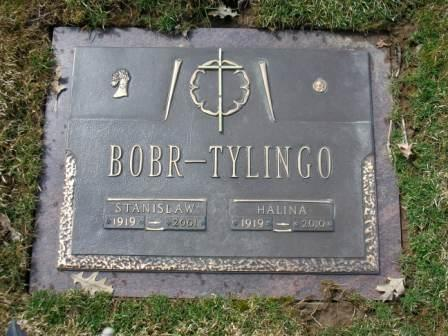
grób Haliny i Stanisława Bóbr-Tylingo

Stanisław Bóbr-Tylingo (ur. 30 marca 1919 w Warszawie, zm. 18 grudnia 2001 w Halifaksie (Kanada)) – polski historyk emigracyjny, profesor na Saint Mary’s University (Halifax, Kanada), powstaniec warszawski, żołnierz Brygady Świętokrzyskiej NSZ.

## Życiorys
Rodzina Tylingo była właścicielami majątku Suderwa koło Wilna. Został on skonfiskowany przez carat ze względu na uczestnictwo rodziny w rewolucji 1905 roku, co zmusiło ich do przeniesienia się do Warszawy. Stanisław ukończył tam Gimnazjum im. Tadeusza Czackiego oraz Liceum im. Adama Mickiewicza, które ukończył tuż przed wybuchem II wojny światowej. Wojna zastała go na obozie wojskowym w okolicach Grodna. Dołączył do obrońców miasta biorąc udział w trzydniowej walce z Armią Czerwoną. Po przegranej bitwie zniszczył broń i wrócił do Warszawy, gdzie natychmiast rozpoczął działalność konspiracyjną. Wstąpił do Związku Jaszczurczego, militarnej organizacji Obozu Narodowo-Radykalnego, przekształconej następnie w Narodowe Siły Zbrojne. Został w niej instruktorem, przyjmując pseudonim „Bóbr”, który po wojnie dołączył do nazwiska. Działalność konspiracyjną prowadził w Warszawie, Krakowie, Rzeszowie i Radomiu.
Równolegle rozpoczął naukę na tajnych kompletach jako student historii podziemnego Uniwersytetu Warszawskiego, między innymi pod kierunkiem prof. Marii Ossowskiej oraz prof. Tadeusza Manteuffla.
W Powstaniu warszawskim walczył najpierw na Starówce w jednostce podległej Narodowym Siłom Zbrojnym. W dniach od 7 do 14 sierpnia 1944 był dowódcą barykady. W czasie walk został ciężko ranny w nogę, ale nie przerwał walki. Jego oddział rankiem 2 września 1944 jako jeden z ostatnich opuścił kanałami Starówkę. Dalej walczył w alejach Sikorskiego oraz na ul. Chmielnej. Za walki na Starówce został odznaczony Krzyżem Walecznych oraz, osobiście przez Tadeusza Bora-Komorowskiego Orderem Virtuti Militari V klasy.
Po zakończeniu powstania trafił do obozu jenieckiego Lamsdorf (dziś Łambinowice), a następnie do Murnau w Bawarii. Po wyzwoleniu w 1945 roku został żołnierzem Brygady Świętokrzyskiej NSZ, gdzie został dowódcą plutonu. Wojnę ukończył w stopniu podporucznika. 
W styczniu 1946 roku został zwolniony przez NSZ z obowiązku wojskowego celem udania się do Paryża i kontynuowania studiów historycznych.
Pracę doktorską pisaną pod kierunkiem prof. Pierre Renouvina, poświęconą kwestii polskiej w polityce Napoleona III, obronił w 1955 roku. Po opuszczeniu Francji rozpoczął pracę jako opiekun polskich studentów w Cork w Irlandii, po czym przeniósł się do Surrey w Wielkiej Brytanii, gdzie w szkole średniej nauczał historii oraz języka francuskiego. W tym czasie zaczął publikować artykuły naukowe w czasopismach wydawanych we Francji i Włoszech. Habilitację (Napoleon III, l’Europe et Pologne en 1863-1864) napisał pod kierunkiem gen. Mariana Kukiela ukończył na Polskim Uniwersytecie na Obczyźnie w Londynie w 1964 roku. Członek Polskiego Towarzystwa Naukowego na Obczyźnie (od 1963).
W 1963 roku otrzymał stanowisko profesorskie na Saint Mary’s University w Halifaksie (Kanada). Po przejściu na emeryturę w 1984 roku uczył jeszcze kilka lat, uzyskując status profesora emerytowanego w 1988 roku. Nadal jednak pracował naukowo, publikując w różnych czasopismach historycznych w Ameryce Północnej i Europie. Zmarł nagle w 2001 roku.
Jego dom w Halifax był centrum polskości. Częstymi gośćmi u państwa Tylingo bywali między innymi prof. Stanisław Swianiewicz, gen. Stanisław Kopański czy gen. Marian Kukiel. Profesor Stanisław Bóbr-Tylingo i jego żona Halina byli głównymi twórcami Stowarzyszenia Polskiego Halifax-Dartmouth, utworzonego w 1982 roku. Halina Bóbr-Tylingo prowadziła także polską bibliotekę. Oboje byli aktywnymi parafianami polskiej parafii w Halifax.

## Publikacje
Prof. Bóbr-Tylingo był autorem licznych publikacji z zakresu historii dyplomatycznej XIX wieku, historii średniowiecza, historii nowożytnej Europy. Publikował w historycznych pismach amerykańskich, francuskich, kanadyjskich i niemieckich, w Antemurale, The Polish Review,  w Tekach Historycznych.
- Do tajnej dyplomacji Napoleona III (1863), Londyn: Instytut Historyczny im. gen. Sikorskiego 1961.
- Napoléon III et le probleme polonais (1830-1859), Paris: Presses universitaires de France 1955.
- La Russie, l'Eglise et la Pologne, 1860-1866 (raports des consuls français), Romae: Instytut Historicum Polonicum Romae - Londinii: Socia. Polonica Scientiarum et Litterarum in Exteris Londinii 1969.
- Stany Zjednoczone A. P. a powstanie styczniowe, Londyn: Instytut Historyczny im. gen. Sikorskiego 1961.